# Emma Fuhrmann

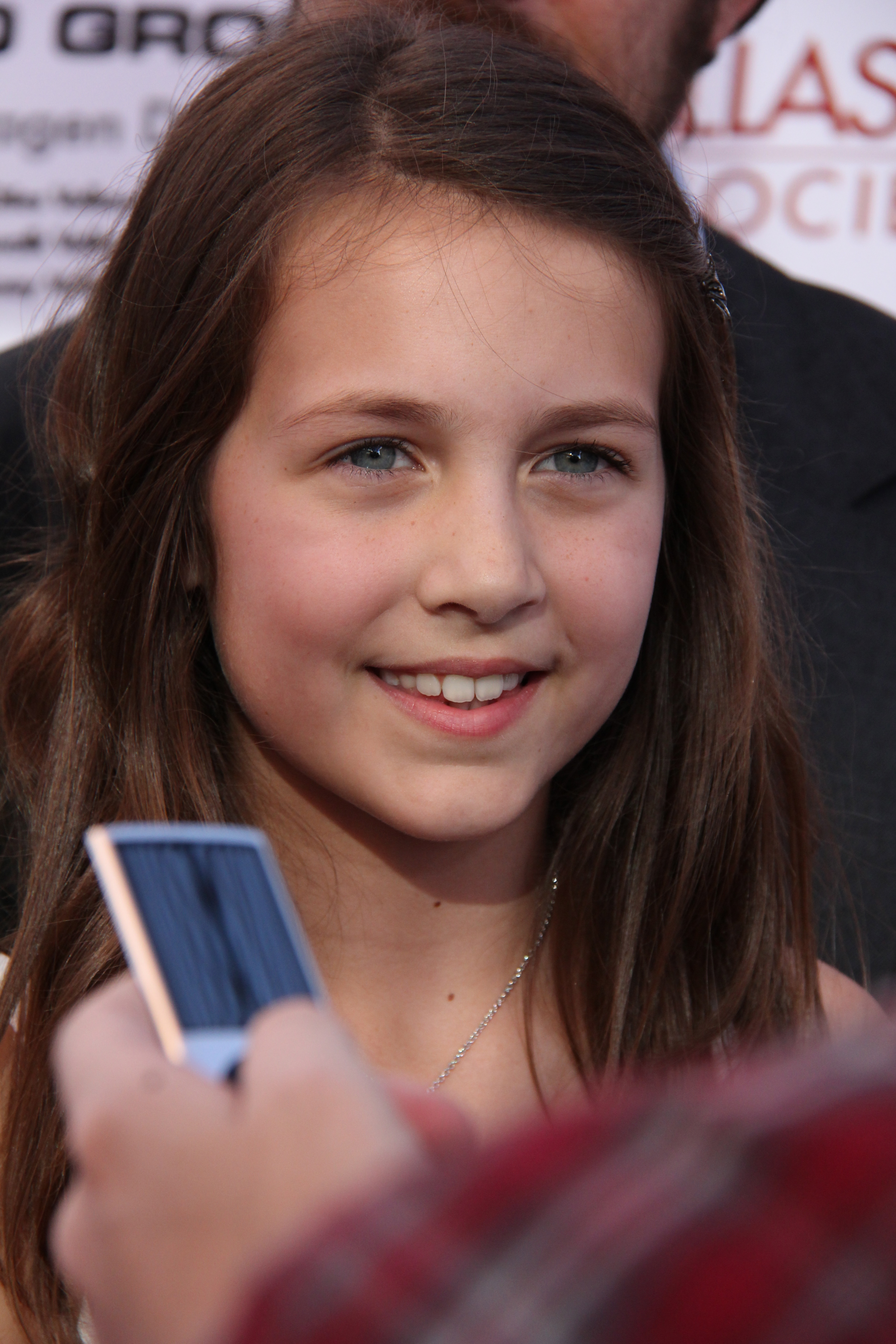
Fuhrmann auf dem Dallas International Film Festival im April 2012

Emma Cate Fuhrmann (* 15. September 2001 in Dallas, Texas) ist eine US-amerikanische Schauspielerin und Model.

## Leben
Emma Fuhrmann begann ihre Karriere im Alter von eineinhalb Jahren als Model für verschiedene Printmedien-Kampagnen. Ihr Schauspieldebüt gab sie im Jahr 2010 im Alter von neun Jahren in jeweils einer Folge in den Fernsehserien Chase und The Good Guys, gefolgt von einem Gastauftritt in Prime Suspect. Im Jahr 2012 hatte sie ihr Spielfilmdebüt als Finnegan O’Neil an der Seite von Morgan Freeman und Virginia Madsen in The Magic of Belle Isle – Ein verzauberter Sommer und als Lil’ Tiffany in The Fandango Sisters. 2014 übernahm sie neben Adam Sandler und Drew Barrymore im Kinofilm Urlaubsreif die Rolle der Espn Friedman, Tochter von Sandlers Figur Jim Friedman. Zudem wurde Fuhrmann für die Marvel Studios-Produktion Avengers: Endgame besetzt. Die Veröffentlichung des Films erfolgte Ende April 2019.

## Filmografie (Auswahl)
- 2010: Chase (Fernsehserie, Episode 1x01)
- 2010: The Good Guys (Fernsehserie, Episode 1x12)
- 2010: Emma’s Wish (Kurzfilm)
- 2011: Prime Suspect (Fernsehserie, Episode 1x08)
- 2011: Raspberry Jam (Kurzfilm)
- 2012: The Magic of Belle Isle – Ein verzauberter Sommer (The Magic of Belle Isle)
- 2012: The Fandango Sisters
- 2014: Urlaubsreif (Blended)
- 2016: A Taylor Story (Kurzfilm)
- 2016: Lost in the Sun
- 2017: Sexy Psycho – Rettet unsere Tochter! (Girl Followed)
- 2017: Sweeter on the Vine (Musikvideo)
- 2018: Chicago Fire (Fernsehserie, Episode 7x07)
- 2019: Avengers: Endgame
- 2020: Seattle Firefighters: Die jungen Helden (Station 19, Fernsehserie, Episode 3x14)
- 2020: Murder in the Vineyard (Fernsehfilm)

## Auszeichnungen
| Tabellarische Liste der Nominierungen und Auszeichnungen | Tabellarische Liste der Nominierungen und Auszeichnungen | Tabellarische Liste der Nominierungen und Auszeichnungen                                                                                         | Tabellarische Liste der Nominierungen und Auszeichnungen | Tabellarische Liste der Nominierungen und Auszeichnungen | Tabellarische Liste der Nominierungen und Auszeichnungen |
| Jahr                                                     | Award                                                    | Kategorie | Werk                                                     | Ergebnis                                                 | Ref.                                                     |
| -------------------------------------------------------- | -------------------------------------------------------- | --- | -------------------------------------------------------- | -------------------------------------------------------- | -------------------------------------------------------- |
| 2015                                                     | Young Artist Award                                       | Best Performance in a Feature Film – Young Ensemble Cast (zusammen mit Alyvia Alyn Lind, Braxton Beckham, Kyle Red Silverstein und Bella Thorne) | Urlaubsreif                                              | Gewonnen                                                 | [ 4 ]                                                    |
| 2015                                                     | Young Artist Award                                       | Best Performance in a Feature Film – Supporting Young Actress                                                                                    | Urlaubsreif                                              | Nominiert                                                | [ 4 ]                                                    |